# رامون ميسكيتا
رامون ميسكيتا هو لاعب كرة قدم برازيلي في مركز الدفاع، ولد في 15 يونيو 1988 في Sobradinho, Federal District ‏ في البرازيل. لعب مع Persela Lamongan ‏.

## وصلات خارجية
- رامون ميسكيتا على موقع قاعدة بيانات كرة القدم.إي يو (الإنجليزية)
- رامون ميسكيتا على موقع Soccerway.com (الإنجليزية)